# Castillo de Güssenburg
El castillo de Güssenburg (en alemán: Burg Güssenburg) es un castillo en ruinas en una colina cerca de Hermaringen en el condado de Heidenheim, en Baden-Württemberg, Alemania. Fue construido alrededor de 1346, durante la Alta Edad Media y gran parte de la pared de cortina se mantiene todavía.
La ruina se encuentra a una altitud de unos 500 m sobre el nivel del mar y a unos 50 m por encima del suelo del valle Brenz. El castillo, conocido como el Schloßberg, es muy pronunciado en los lados norte, oeste y este lo que hicieron de él un lugar ideal para una fortificación.